# Ваграм Зарян
Ваграм Зарян (фр. Vahram Zaryan, вірм. Վահրամ Զարյան) — французький актор, танцюрист, режисер і хореограф вірменського походження, який працює в жанрі сучасної пантоміми
.

## Біографія
Ваграм Зарян народився в селі Налбанд (нині — Ширакамут) Спітакського району Вірменії.
Вивчав драматичне мистецтво в студії драматичного театру імені Абеляна (Ванадзор), потім — Єреванському державному інституті театру і кіно.
Зацікавився мистецтвом пантоміми і розпочав свою роботу в Державному театрі пантоміми в Єревані під керівництвом Жирайра Дадасяна.
Продовжив свій професійний шлях в Європі: його запросили до Німеччини, потім — до Франції. Вивчав класичний танець в Паризькій опері у Іва Касаті (Yves Casati). Засвоїв техніку драматичної тілесної пантоміми за методом Етьєна Декру (Étienne Decroux). Удосконалював свою майстерність в престижній міжнародній школі мімодрами (Ecole Internationale de Mimodrame) Марселя Марсо, де був, по суті, одним з останніх випускників.
Відвідував майстер-класи відомої режисерки театру і кіно Аріани Мнушкиної, видатних французьких хореографів Каролін Карлсон та Моріса Бежара.
Разом з іншими випускниками Марселя Марсо створив групу пантоміми під назвою «Le théâtre Suspendu», в якій став провідним актором. Цей колектив 2007 року представив низку вистав у Парижі та Чехії.
Ваграм Зарян виконав роль білого міма на гала-концерті паризької Опери Гарньє на честь всесвітньо відомого кінорежисера Сергія Параджанова у виставі «Колір граната» за мотивами однойменного фільму. Створив сценічний образ Чарлі Чапліна у новаторській виставі для показів у кінозалах.
Виконав роль Веспона в опері Джованні Перголезі «Служниця-пані» в театрі Tambour Royal в Парижі (2011).
Ваграм Зарян багато гастролює різними країнами світу (Німеччина, Бельгія, Швейцарія, Іран, Єгипет, США, Росія), працює для кіно і телебачення.
Не пориває зв'язків з рідною Вірменією. З виставою «Сповідь», яка була представлена у Франції та по всій Європі, брав участь в офіційній церемонії закриття Міжнародного фестивалю пантоміми в Цахкадзорі (2010), присвяченого пам'яті видатного клоуна-міма Леоніда Єнгібарова.
Проводить майстер-класи для молодих вірменських акторів.
Ваграм Зарян засновник і художній керівник Міжнародного фестивалю Париж-Єреван PERF, започаткованого в червні 2019 року. Через епідемію COVID-19, фестиваль відбувся у режимі онлайн.

## Трупа Ваграма Заряна (Vahram Zaryan Company)
Ваграм Зарян заснував свою трупу — «Vahram Zaryan Company», діяльність якої спрямована на розвиток мистецтва пантоміми і сучасного театру руху.
Гастролює країнами Європи, США. Виступає з перформансами в музеях і галереях сучасного мистецтва. Співпрацює з ансамблем сучасної музики «Ensemble Rodier», який бере участь у виставах.

### Постановки
- 2017—2019 : OBLIQUE Contemporary Mime & Music performance[7]
- 2014—2016 La Tête en bas — Noëlle Châtelet
- 2012—2013 Mater Replik
- 2012 Ilya
- 2011 Confession
- 2009 Couleurs de la grenade
- 2008 Chaplin
- 2007 Sepia Quartet (Théâtre suspendu)
- 2006 Le Linge

## Галерея

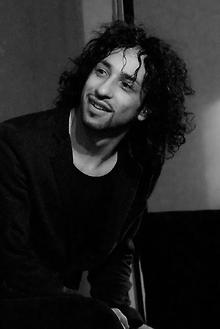
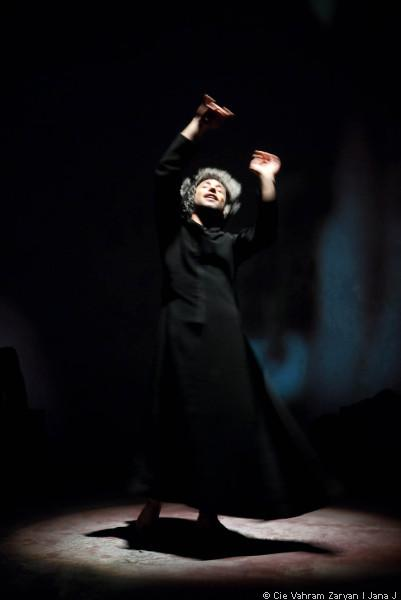

## Ресурси Інтернету
- Офіційний сайт трупи Ваграм Зарян [Архівовано 5 грудня 2013 у Wayback Machine.]
- Gervot C. Rencontre avec Vahram Zaryan, artiste de mimodrame : [арх. 19 жовтня 2013] :  [фр.] // Fragil.org. — 2011, 4 avril.
- НА СЦЕНЕ — ВАГРАМ ЗАРЯН, УЧЕНИК МАРСЕЛЯ МАРСО